# Пачела
Пачела је град у вилајету Џонглеј у источном делу Јужног Судана. Налази је на реци Акобо на граници са Етиопијом. У близини града се налази локални аеродром. Ову област насељава народ Ањуак.